# Колоярка
Колоярка — река в России, протекает в Бессоновском районе Пензенской области. Левый приток реки Сура.

## География
Река Колоярка берёт начало у села Степное Смагино. Течёт на восток по открытой местности. Впадает в реку Суру в селе Грабово. Длина реки составляет 15 км, площадь водосборного бассейна — 82,5 км².

## Данные водного реестра
По данным государственного водного реестра России относится к Верхневолжскому бассейновому округу, водохозяйственный участок реки — Сура от Сурского гидроузла и до устья реки Алатырь, речной подбассейн реки — Сура. Речной бассейн реки — (Верхняя) Волга до Куйбышевского водохранилища (без бассейна Оки).
Код объекта в государственном водном реестре — 08010500312110000036142.